# 青空 (織田哲郎の曲)
「青空」（あおぞら）は、織田哲郎の通算16枚目のシングル。1998年4月1日にZOOTRECから発売された。

## 解説
前作「君の笑顔を守りたい」から4年振りのシングルで、レコード会社移籍・エイベックス内レーベル「ZOOTREC」設立第1弾作品。
「青空」は、テレビ東京系「ナンバー12・熱血サッカー宣言」エンディングテーマ。2007年発売のアルバム『One Night』収録分には古村敏比古がコーラスで参加しており、ロック色を増したバージョンに仕上げている。
カップリングの「Last lullaby for you (Re Release 1983)」は、2枚目のシングル「時を超えて」カップリング「Last lullaby for you」のリテイクバージョン。

## 収録曲
- 全作詞・作曲:織田哲郎

1. 青空
編曲:織田哲郎
2. Last lullaby for you (Re Release 1983)
編曲:長田直也
3. 青空(inst.)

## タイアップ
- テレビ東京系「ナンバー12・熱血サッカー宣言」エンディングテーマ (#1)

## 参加ミュージシャン
- 織田哲郎 - ギター、プログラミング
  - 勝田かず樹（DIMENSION） - サックス
  - 長田直也 - キーボード、プログラミング